# Julien-K
I Julien-K sono un gruppo musicale rock elettronico statunitense, nato nel 2004 originariamente come progetto parallelo da parte di Amir Derakh e Ryan Shuck degli Orgy.

## Storia del gruppo

### Primi anni (2004-2008)
A seguito della pubblicazione di Punk Statik Paranoia degli Orgy nel 2004, i chitarristi Ryan Shuck e Amir Derakh decisero di comporre materiale inedito sul quale il cantante Jay Gordon non risultò interessato. Dopo aver composto diversi brani, i due musicisti, anche a causa dei conflitti interni che videro coinvolti anche gli altri componenti del gruppo, decisero di fondare un progetto parallelo con Shuck anche nel ruolo di cantante.
Il sito dei Julien-K fu lanciato nel gennaio del 2004 e includeva le demo iniziali dei brani Look at U, Kick the Bass, Someday Soon, Everyone Knows e Technical Difficultes, l'ultima delle quali apparsa in seguito nella colonna sonora del film diretto da Michael Bay Transformers del 2007. Intorno allo stesso periodo i Julien-K contribuirono musicalmente per vari videogiochi, tra i quali Sonic Heroes (This Machine: Theme of Team Dark) e Shadow the Hedgehog (Waking Up).

Nel 2005 il gruppo collaborò con il cantante dei Linkin Park Chester Bennington al brano Let Down per il concerto televisivo ReAct Now: Music & Relief, mentre l'anno seguente hanno realizzato un remix del brano Morning After di Bennington per la colonna sonora del film Underworld: Evolution. Più tardi, i Julien-K hanno deciso di entrare a far parte del progetto solista di Bennington, inizialmente denominato Snow White Tan e successivamente cambiato in Dead by Sunrise. Con questa collaborazione il 13 ottobre 2009 è stato pubblicato l'album di debutto Out of Ashes. Riguardo al paragone tra i Julien-K e i Dead by Sunrise, Ryan Shuck ha dichiarato:
Nel 2007, dopo l'ingresso in formazione del tastierista Brandon Belsky e del batterista Elias Andra, i Julien-K hanno preso parte al Projekt Revolution insieme a Linkin Park, My Chemical Romance, Placebo, HIM e Taking Back Sunday. Nello stesso anno si sono esibiti come gruppo di apertura agli Evanescence durante il loro The Open Door Tour.

### Death to Analog(2009-2010)
Il 10 marzo 2009 è stato pubblicato negli Stati Uniti d'America l'album di debutto del gruppo, Death to Analog. Distribuito dalla Metropolis Records, l'uscita originariamente dell'album era prevista per il 17 febbraio 2009, data in cui gli Stati Uniti sono passati dalla televisione analogica terrestre a quella digitale. Il 24 giugno dello stesso anno è invece uscita la colonna sonora del videogioco Transformers - La vendetta del caduto, pubblicata in contemporanea al film omonimo. Il 27 aprile 2010 è stato pubblicato per il download digitale l'album di remix Death to Digital X, contenente gran parte dei brani di Death to Analog remixati da vari artisti come She Wants Revenge, Mike Shinoda e Franz & Shape, mentre nel giugno dello stesso anno Ryan Shuck ha annunciato la dipartita del tastierista Brandon Belsky:
 Ad assumere i panni di tastierista nei concerti è stato Anthony "Fu" Valcic, già componente in studio del gruppo.

### We're Here with You(2011-2013)
Nel mese di novembre 2011 il batterista Elias Andra ha annunciato l'abbandono dal gruppo per motivi familiari. Al suo posto è subentrato Frank Zummo degli Street Drum Corps, con il quale i Julien-K hanno registrato e pubblicato il secondo album in studio, intitolato We're Here with You e uscito il 23 gennaio 2012. Nello stesso periodo è stato ingaggiato come batterista dal vivo anche Eli James, il quale ha fatto la sua prima apparizione con i Julien-K nel videoclip di We're Here with You, uscito 1º marzo dello stesso anno. All'album è seguito un tour mondiale tenuto tra il 2012 e il 2013, nel quale Zummo (divenuto solo turnista) e James si sono alternati nel ruolo di batterista.
Nell'autunno 2013 il trio ha rivelato di essere al lavoro sulla realizzazione di una colonna sonora per il film Matt's Chance; tale colonna sonora, intitolata appunto Matt's Chance (Original Motion Picture Soundtrack), è stata pubblicata esclusivamente per il download digitale il 24 dicembre dello stesso anno.

### California Noir(2014-2016)
Il 28 giugno 2014 i Julien-K hanno tenuto un concerto presso il Bar Sinister di Los Angeles, eseguendo gran parte del primo album Death to Analog; al concerto ha preso parte anche l'ex-tastierista Brandon Belsky come corista e percussionista aggiuntivo. L'8 luglio è stato pubblicato per il download digitale il singolo California Noir, a cui ha fatto seguito il relativo videoclip, uscito il 12 novembre. In quest'ultima data, il gruppo ha annunciato il titolo del terzo album in studio: California Noir - Chapter One: Analog Beaches & Digital Cities.
La realizzazione dell'album è frutto di un finanziamento collettivo lanciato dal gruppo stesso attraverso Indiegogo, nel quale i fan hanno potuto contribuire nel corso del mese di febbraio 2015. Il 27 marzo il gruppo ha reso disponibile l'album in formato digitale a tutti coloro che hanno partecipato alla campagna di Indiegogo, per poi renderlo disponibile ufficialmente quattro giorni più tardi.
Nel 2016 il gruppo ha lanciato sempre attraverso Indiegogo una campagna promozionale atta alla promozione di un singolo intitolato Mannequin Eyes, pubblicato come tale il 16 febbraio; esso è stato accompagnato dal relativo video musicale il successivo 15 marzo. Il brano è stato poi incluso nella lista tracce del quarto album in studio California Noir - Chapter Two: Nightlife in Neon, uscito il 9 agosto e preceduto anch'esso da una campagna di crowdfunding su Indiegogo.

### Time Capsule: A Future Retrospective(2017)
Nel 2017 i Julien-K hanno intrapreso una tournée negli Stati Uniti d'America insieme ai gruppi PIG e Ghostfeeder, durante il quale Shuck e Derakh sono stati accompagnati da Galen Waling alla batteria e da Bidi Cobra al basso e alla programmazione, quest'ultimo in sostituzione di Valcic. In seguito è stato lanciato un nuovo crowdfunding su Indiegogo atto alla pubblicazione della raccolta Time Capsule: A Future Retrospective, cofanetto di quattro CD contenente brani inediti scartati dalle sessioni di registrazione dei quattro album, demo, remix e brani dal vivo, tra cui due acustici registrati con la partecipazione di Chester Bennington dei Linkin Park nel 2011.
Tale pubblicazione è stata infine resa disponibile a partire dal febbraio 2018.

### Harmonic Disruptor(2017-2021)

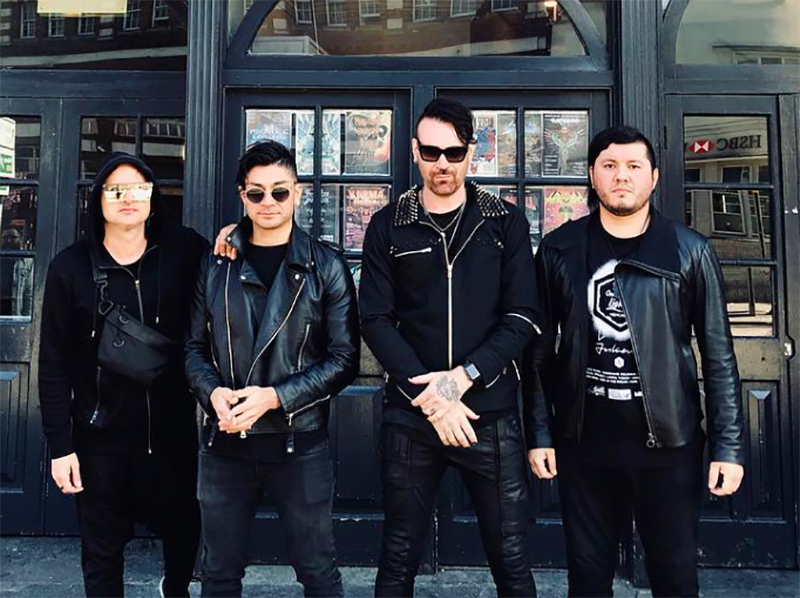
La formazione dal vivo dei Julien-K nel 2018. Da sinistra: Amir Derakh, Alex Gonzales, Ryan Shuck e Bidi Cobra

Già nel settembre 2017 i Julien-K hanno rivelato di aver iniziato a lavorare al quinto album in studio, da loro intitolato Harmonic Disruptor. Nel corso del 2018 è stato annunciato l'ingresso nella formazione dal vivo del batterista Alex Gonzales, che sarebbe stato coinvolto nel processo di composizione dell'album insieme a Cobra. Nello stesso anno il gruppo viene annunciato come artista spalla del The Revolution 3 Tour che coinvolge anche Stone Temple Pilots, Bush e The Cult e che è partito il 7 luglio negli Stati Uniti d'America. In seguito si sono esibiti in Italia in occasione dell'evento One More Light Memorial II in memoria di Chester Bennington, durante il quale hanno suonato anche alcuni brani dei Dead by Sunrise.
Durante il 2019 il gruppo ha proseguito l'attività di composizione in studio per l'album e contemporaneamente Shuck è entrato negli Adema in veste di cantante, partecipando al relativo tour.
Il 24 gennaio 2020 è stato pubblicato il primo singolo da Harmonic Disruptor, ovvero il brano omonimo, caratterizzato da un ritorno alle sonorità industrial degli esordi. Il successivo 14 febbraio è stata la volta del video di Shut Down Your Soul, estratto come singolo il 28 dello stesso mese, mentre il 20 marzo è uscito Stronger Without You. Intorno allo stesso periodo sarebbe dovuto partire il Diamonds Tour 2020, tour congiunto ai The Birthday Massacre e che avrebbe visto il ritorno in formazione del batterista Elias Rodriguez, cancellato tuttavia a causa del diffondersi della pandemia di COVID-19. L'unica esibizione dell'anno si è svolta il 14 agosto 2020 presso i Monsters of Rock Studios e trasmesso in live streaming su Facebook. Nel maggio 2021 il gruppo ha reso disponibile una nuova versione di Lies Like Fire intitolata Your Lies Are Like Fire e realizzata con il produttore e musicista The Anix.
Nell'ottobre 2021 i Julien-K hanno annunciato una breve tournée statunitense da headliner composta da cinque date comprese tra il 27 e il 31 dello stesso mese; parallelamente, il bassista/tastierista Bidi Cobra ha rivelato il suo abbandono dalla formazione per concentrarsi sul suo gruppo Matte Blvck, di cui fa parte anche Alex Gonzales.

### Singoli stand-alone e collaborazioni (2022-2023)
Nel febbraio 2022 è stato presentato il singolo inedito Desperation Day, coprodotto con The Anix e accompagnato dal relativo video. Nel giugno seguente è uscita una nuova versione di Shut Down Your Soul realizzata con Aesthetic Perfection e reintitolata You // Shut Down Your Soul. Nella seconda metà di ottobre sono ritornati a esibirsi tra Stati Uniti d'America e Messico per una tournée congiunta ai Priest.
Tra luglio e ottobre 2023 i Julien-K si sono esibiti in qualità di artisti d'apertura ai Powerman 5000 in occasione del loro The Devil in the Dark Tour. In tale anno hanno inoltre preso parte all'album tributo A Tribute to Rammstein proponendo la propria versione di Radio.

### DRK/MODEeTrauma Echoes(2023-presente)
Durante il 2023 il gruppo ha rivelato di essere al lavoro su due nuovi album intitolati Trauma Echoes e DRK/MODE. Ad anticipare il secondo di questi sono stati i singoli Your Tears Mean Nothing e The Hydra, caratterizzati da sonorità prettamente elettroniche e dall'assenza di chitarre.
Nel 2024 i Julien-K hanno lanciato una campagna di crowdfunding atta a raccogliere fondi per DRK/MODE, pubblicando nello stesso anno altri due singoli dal disco, All That Glitters e Fractured. Intorno allo stesso periodo si sono riesibiti in tour con i Priest tra marzo e aprile, dopodiché hanno aperto le prime date della tournée statunitense dei Lord of the Lost avvenuta a settembre. Nel mese di novembre il gruppo ha ufficializzato l'ingresso in formazione di Waling, dopo esserne stato turnista negli anni precedenti, pubblicando poche settimane più tardi il singolo Static Whispers.
DRK/MODE è stato pubblicato nel luglio 2025 esclusivamente in formato fisico, venendo promosso da un'estesa tournée statunitense tra settembre e ottobre dello stesso anno, oltre ad apparire in Europa come artisti di supporto ai Lord of the Lost.

## Formazione
Attuale
- Ryan Shuck – voce, chitarra, sintetizzatore (2004-presente)
- Amir Derakh – chitarra, basso, sintetizzatore, programmazione, cori (2004-presente)
- Anthony "Fu" Valcic – tastiera, sintetizzatore, programmazione, basso (2005-presente)
- Galen Waling – batteria, drum machine (2024-presente; turnista 2016-2017, 2021-2024)

Turnisti
- Eli James – batteria (2012-2015)
- Bobby Hewitt – batteria (2016-2017)
- Alex Gonzales – batteria, programmazione, cori (2018-2019)
- Bidi Cobra – basso, tastiera, sintetizzatore, programmazione, cori (2017-2021)

Ex componenti
- Brandon Belsky – tastiera, sintetizzatore, programmazione, voce (2006-2010)
- Elias "Bones" Rodriguez – batteria, voce (2006-2011, turnista 2020)
- Frank Zummo – batteria, cori (2012-2014)

## Discografia

### Album in studio
- 2009 – Death to Analog
- 2012 – We're Here with You
- 2015 – California Noir - Chapter One: Analog Beaches & Digital Cities
- 2016 – California Noir - Chapter Two: Nightlife in Neon
- 2020 – Harmonic Disruptor
- 2025 – DRK/MODE

### Album dal vivo
- 2021 – Unauthorized Live in Europe

### Raccolte
- 2018 – Time Capsule: A Future Retrospective

### Colonne sonore
- 2013 – Matt's Chance (Original Motion Picture Soundtrack)

### Album di remix
- 2010 – Death to Digital X

### EP
- 2011 – SDS Sessions V.1
- 2012 – We're Here with You (Remixes)

### Singoli
- 2008 – Look at U (Remix) (con deadmau5)
- 2008 – Maestro (Koma + Bones Remix)
- 2009 – Someday Soon
- 2009 – Kick the Bass
- 2009 – Spiral
- 2010 – Dreamland
- 2012 – Breakfast in Berlin
- 2012 – Cruel Daze of Summer
- 2014 – California Noir
- 2016 – Mannequin Eyes
- 2017 – Crash (con Grey Saints)
- 2018 – Photo Voltaire
- 2019 – Blessings (con gli Estados Alterados)
- 2020 – Harmonic Disruptor
- 2020 – Shut Down Your Soul
- 2020 – Stronger Without You
- 2021 – Your Lies Are Like Fire (con The Anix)
- 2022 – Desperation Day
- 2023 – Your Tears Mean Nothing
- 2023 – The Hydra
- 2023 – Radio
- 2024 – All That Glitters
- 2024 – Fractured
- 2024 – Static Whispers
- 2025 – Night Mover

## Videografia

### Video musicali
- 2009 – Kick the Bass
- 2012 – Breakfast in Berlin
- 2012 – Flashpoint Riot
- 2012 – We're Here with You
- 2012 – Cruel Daze of Summer
- 2013 – Nights of Future Past
- 2014 – California Noir
- 2015 – Futura (DTA Mix)
- 2016 – Mannequin Eyes
- 2017 – Institution
- 2018 – Photo Voltaire
- 2020 – Shut Down Your Soul
- 2021 – Your Lies Are Like Fire
- 2023 – Your Tears Mean Nothing
- 2024 – All That Glitters